# Oldenswort
Oldenswort és una ciutat del districte de Nordfriesland, dins l'Amt Eiderstedt, a l'estat alemany de Slesvig-Holstein. Està situat a 7 kilòmetres de Tönning i a 17 kilòmetres de Husum.

## Personatges il·lustres
- Ferdinand Tönnies, pare de la sociologia alemanya.